# Gilles Cresto
Gilles Cresto (* 30. August 1959) ist ein monegassischer Bogenschütze.
Cresto, 1,83 m groß und 74 kg schwer, nahm an den Olympischen Spielen 1984 in Los Angeles sowie den Olympischen Spielen 1988 in Seoul teil. Er belegte die Plätze 39 bzw. 65.